# Schönhauser See

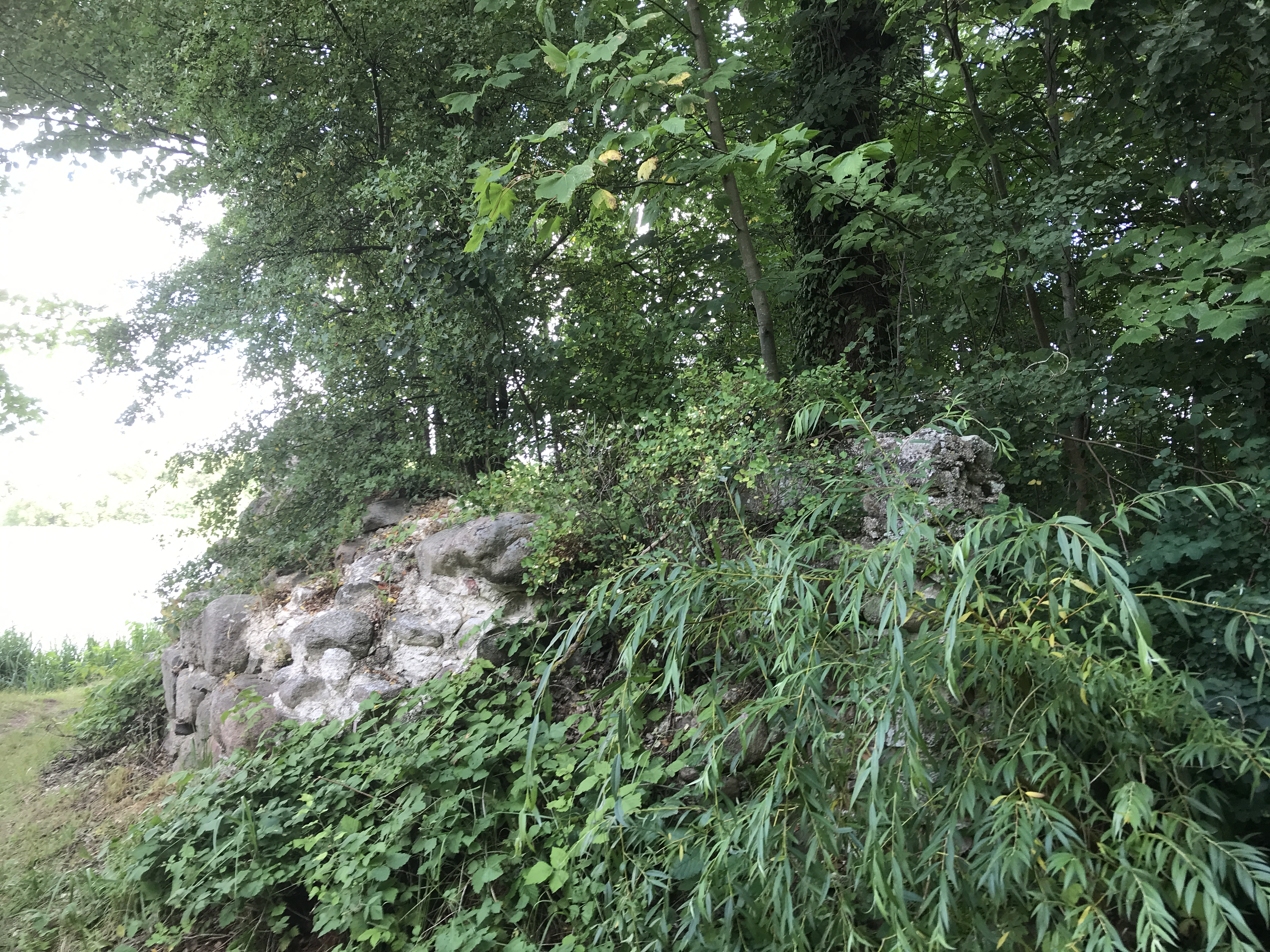
Reste des Turmhügels

Der Schönhauser See ist ein rund 25 Hektar großes Gewässer in Schönhausen, einer Gemeinde im Osten des Landkreises Mecklenburgische Seenplatte im Südosten Mecklenburg-Vorpommerns.
Der See liegt im Südosten der Gemarkung und schließt sich östlich an die Wohnbebauung um das klassizistische Herrenhaus von Friedrich Wilhelm Buttel an. Östlich des Gebäudes ist eine Halbinsel mit einem Durchmesser von rund 15 m × 10 m. Dort befand sich im Mittelalter eine Burg, die von der örtlichen Ritterschaft errichtet worden war. Mit der Entwicklung der Feuerwaffen bot die Burg nicht mehr genügend Schutz und wurde aufgegeben. Sie steht als Bodendenkmal unter Schutz.
Der See wird von Besuchern des Herrenhauses zur Naherholung sowie zum Baden und Angeln genutzt. Im See leben Aale, Barsche, Brachsen, Hechte, Rotfedern, Schleien und Zander.